# Itálie na Zimních olympijských hrách 1968
Itálii na Zimních olympijských hrách 1968 reprezentovalo 47 sportovců, z toho 39 mužů a 8 žen ve 8 sportech.

## Medailisté
| Medaile | Jméno                                                           | Sport         | Disciplína       |
| ------- | --------------------------------------------------------------- | ------------- | ---------------- |
| Zlato   | Eugenio Monti Luciano De Paolis                                 | Boby          | Muži dvojbob     |
| Zlato   | Eugenio Monti Luciano De Paolis Roberto Zandonella Mario Armano | Boby          | Muži čtyřbob     |
| Zlato   | Franco Nones                                                    | Běh na lyžích | Muži 30 km       |
| Zlato   | Erika Lechnerová                                                | Saně          | Ženy jednotlivci |